# Рейтинг национальных баскетбольных лиг Европы
Рейтинг европейских национальных баскетбольных лиг — рейтинг для каждой из различных европейских региональных или национальных баскетбольных лиг, которые имеют право участвовать в профессиональных международных клубных баскетбольных турнирах Европы, таких как Евролига и Кубок Европы. Высший турнир ФИБА Европа, Кубок вызова ФИБА, также подпадает под систему рейтинга. Рейтинг определяется компанией Euroleague Basketball, которая проводит Евролигу и Кубок Европы.
Клубы из различных национальных и региональных лиг имеют право соревноваться в трёх профессиональных баскетбольных турнирах Европы, в Евролиге (1-й уровень), Кубке Европы (2-й уровень) и Кубке вызова ФИБА (3-й уровень). Кубок вызова ФИБА проводится ФИБА Европа, но при сотрудничестве с компанией Euroleague Basketball. Он также работает под системой рейтингов национальных и региональных лиг. Главным образом, клубы, имеющие наивысший рейтинг в своих национальных или региональных лигах, соревнуются в Евролиге, тогда как клубы, имеющие более низкий рейтинг — в Кубке Европы. На данный момент, клубы, занимающие ещё более низкие места в национальных и региональных соревнованиях, участвуют в Кубке вызова ФИБА.

## Новые критерии составления рейтинга
Результаты национальных и региональных лиг, так же как и трёх международных континентальных турниров использовались для определения рейтинга. Однако, начиная с сезона 2007/2008 годов, для определения общего рейтинга каждой лиги используются результаты игр не во всех баскетбольных турнирах.
Для определения рейтинга каждой лиги также используются уровни телевизионных доходов и рейтингов, цифры посещаемости и заполняемость арен. 70 процентов рейтинга составляются на основе результатов в баскетбольных турнирах, а остальные 30 — на основе показателей телевизионных доходов и рейтингов, цифр посещаемости и заполняемости арен. Из-за этого рейтинг лиг не основан только на силе соответствующей лиги. Таким образом, рейтинг не обязательно точно отражает уровень игры в каждой лиге.

### Стандарты и критерии отбора арен
Также существуют правила, по которым арены клубов получают право принимать матчи континентальных соревнований. Начиная с сезона 2012/2013 годов, чтобы участвовать в турнире 1-го уровня Евролиге, клубы, имеющие контракт с Евролигой, должны играть на аренах вместимостью не менее 10000 зрителей. Клубы, не имеющие контракт с Евролигой, должны играть на аренах вместимость не менее 5000 зрителей.
Также, клубы должны быть на хорошем счету у клубного регламента ФИБА Европа. Это значит, что клубы, которые подвергались штрафным санкциям в суде за неоплаченные финансовые облигации игрокам и отказались следовать им, не могут участвовать в каждом из трёх континентальных турниров. Также, начиная с сезона 2015/2016 годов, команды, которые участвуют в Евролиге, должны соблюдать правило минимального бюджета.

## Клубный рейтинг
Клубный рейтинг определяется по результатам выступления клубов в Евролиге и Кубке Европы в течение трёх предыдущих сезонов, не включая отборочные раунды.
Клубы получают два очка за победу и одно за поражение в матчах основных турниров Евролиги и Кубка Европы. Результаты матчей в отборочных турнирах не берутся в расчёт. Клубы также получают 2 бонусных очка за выход в Топ-16 Евролиги или 1/8 финала Кубка Европы, 2 бонусных очка за выход в четвертьфинал Евролиги или Кубка Европы, одно бонусное очко за выход в полуфинал Евролиги или Кубка Европы и одно бонусное очко за выход в финал Евролиги или Кубка Европы.
В случае равенства очков между двумя или более командами, клуб с большим количеством побед в последних трёх сезонах занимает более высокое место. В случае равенство побед между этими командами, команда, имеющая большее количество очков в последнем сезоне Евролиги или Кубка Европы, занимает более высокое место.

### Текущий рейтинг
Ниже представлены 30 первых клубов рейтинга:
| Место 2020 | Место 2019 | Движ. | Клуб                | Страна     | 2017/18 | 2018/19 | 2019/20 | Очков | Рейтинг лицензии A |
| ---------- | ---------- | ----- | ------------------- | ---------- | ------- | ------- | ------- | ----- | ------------------ |
| 1          | 1          | —     | ЦСКА (Москва)       | Россия     | 68      | 71      | 47      | 186   | 1                  |
| 2          | 3          | +1    | Реал Мадрид         | Испания    | 66      | 66      | 50      | 182   | 2                  |
| 3          | 2          | −1    | Фенербахче          | Турция     | 67      | 69      | 41      | 175   | 3                  |
| 4          | 6          | +2    | Анадолу Эфес        | Турция     | 39      | 67      | 52      | 158   | 4                  |
| 5          | 7          | +2    | Жальгирис           | Литва      | 63      | 54      | 40      | 157   | 5                  |
| 6          | 9          | +3    | Барселона           | Испания    | 43      | 59      | 50      | 154   | 6                  |
| 7          | 5          | −2    | Панатинаикос        | Греция     | 58      | 53      | 42      | 153   | 7                  |
| 8          | 8          | —     | Лабораль Кутча      | Испания    | 55      | 54      | 40      | 149   | 8                  |
| 9          | 4          | −5    | Олимпиакос          | Греция     | 58      | 47      | 40      | 145   | 9                  |
| 10         | 12         | +2    | Маккаби (Тель-Авив) | Израиль    | 45      | 46      | 47      | 138   | 10                 |
| 11         | 10         | −1    | Валенсия            | Испания    | 44      | 49      | 40      | 137   | —                  |
| 12         | 13         | +1    | Химки               | Россия     | 55      | 41      | 41      | 137   | —                  |
| 13         | 14         | +1    | Милан               | Италия     | 42      | 46      | 40      | 128   | 11                 |
| 14         | 15         | +1    | Бавария             | Германия   | 42      | 46      | 36      | 124   | —                  |
| 15         | 16         | +1    | Уникаха             | Испания    | 45      | 35      | 31      | 111   | —                  |
| 16         | 11         | −5    | Дарюшшафака         | Турция     | 47      | 37      | 26      | 110   | —                  |
| 17         | 21         | +4    | Альба               | Германия   | 26      | 47      | 37      | 110   | —                  |
| 18         | 18         | —     | УНИКС               | Россия     | 35      | 42      | 29      | 106   | —                  |
| 19         | 19         | —     | Црвена звезда       | Сербия     | 43      | 26      | 39      | 106   | —                  |
| 20         | 28         | +8    | АСВЕЛ               | Франция    | 28      | 36      | 38      | 102   | —                  |
| 21         | 17         | −4    | Локомотив-Кубань    | Россия     | 48      | 37      | 14      | 99    | —                  |
| 22         | 22         | —     | Зенит               | Россия     | 34      | 24      | 37      | 95    | —                  |
| 23         | 26         | +3    | Будучност           | Черногория | 31      | 38      | 13      | 83    | —                  |
| 24         | 25         | +1    | Ритас               | Литва      | 25      | 30      | 25      | 80    | —                  |
| 25         | 30         | +5    | Андорра             | Испания    | 13      | 39      | 26      | 78    | —                  |
| 26         | 20         | −6    | Гран-Канария        | Испания    | 31      | 40      | 0       | 71    | —                  |
| 27         | 33         | +6    | Партизан            | Сербия     | 11      | 24      | 32      | 67    | —                  |
| 28         | 24         | −4    | Галатасарай         | Турция     | 24      | 13      | 26      | 63    | —                  |
| 29         | 32         | +3    | Доломити Энергия    | Италия     | 26      | 13      | 23      | 62    | —                  |
| 30         | 27         | −4    | Цедевита Олимпия    | Словения   | 23      | 23      | 14˘     | 60    | —                  |

˘Результаты сезонов 2017/18 и 2018/19 команды Цедевита были перенесены в результаты команды Цедевита Олимпия. Они были применены при жеребьёвке Кубка Европы 2019/20.

### Лучшие клубы по периодам
Ниже перечислены лучшие команды в каждом из трёхлетних периодов.
| Годы      | Клуб          | Рейтинг |
| --------- | ------------- | ------- |
| 2008-2011 | Барселона     | 132     |
| 2009-2012 | Барселона     | 131     |
| 2010-2013 | Барселона     | 144     |
| 2011-2014 | ЦСКА (Москва) | 164     |
| 2012-2015 | ЦСКА (Москва) | 178     |
| 2013-2016 | ЦСКА (Москва) | 178     |
| 2014-2017 | ЦСКА (Москва) | 186     |
| 2015-2018 | ЦСКА (Москва) | 193     |
| 2016-2019 | ЦСКА (Москва) | 205     |

## Рейтинг минимального количества очков
Рейтинг минимального количества очков рассчитывается путём добавления результата команды с наименьшим количеством очков из каждой лиги. Эти очки определяют наихудшую возможную позицию, которую любой клуб из этой страны или лиги может занять в жеребьёвке Евролиги или Еврокубка.
| Страна/Лига                                           | 2012/13 | 2013/14 | 2014/15 | Очки |
| ----------------------------------------------------- | ------- | ------- | ------- | ---- |
| Турецкая баскетбольная лига                           | 21      | 23      | 25      | 69   |
| Чешская Национальная баскетбольная лига               | 18      | 28      | 23      | 69   |
| Испанская Лига ACB                                    | 18      | 24      | 22      | 64   |
| Единая лига ВТБ и Профессиональная баскетбольная лига | 22      | 13      | 25      | 60   |
| Латвийская баскетбольная лига                         | 20      | 15      | 11      | 46   |
| Греческая баскетбольная лига                          | 8       | 15      | 23      | 46   |
| Израильская баскетбольная суперлига                   | 9       | 24      | 12      | 45   |
| Литовская баскетбольная лига                          | 8       | 14      | 21      | 43   |
| Польская баскетбольная лига                           | 7       | 19      | 13      | 39   |
| Украинская баскетбольная суперлига                    | 6       | 30      | 0       | 36   |
| Румынский баскетбольный дивизион A                    | 0       | 13      | 23      | 36   |
| Французская профессиональная лига A                   | 8       | 14      | 13      | 35   |
| Итальянская баскетбольная Серия A                     | 8       | 12      | 12      | 32   |
| Баскетбольная лига Бельгии                            | 6       | 12      | 13      | 31   |
| Немецкая баскетбольная Бундеслига                     | 7       | 12      | 11      | 30   |
| Адриатическая лига                                    | 6       | 11      | 13      | 30   |
| Венгерская национальная баскетбольная лига            | 0       | 12      | 13      | 25   |
| Болгарская национальная баскетбольная лига            | 8       | 14      | 0       | 22   |
| Финская баскетбольная лига                            | 0       | 15      | 0       | 15   |
| Эстонская баскетбольная Премьер-лига                  | 0       | 13      | 0       | 13   |

## Текущий рейтинг лиг
Рейтинг обновлялся раз в три года, начиная с 2009, и брал в расчёт результаты пяти последних сезонов.
В 2012 году, компания Euroleague Basketball решила обновлять рейтинг каждый год и брать в расчёт результаты предыдущих сезонов. Рейтинг, as of 2007, также основан на 70 процентов на результатах в баскетбольных турнирах и на 30 процентов на основе показателей телевизионных доходов и рейтингов, цифр посещаемости и заполняемости арен. Критерии распределения, которые использовались до 2014 года, были основаны на этом рейтинге.